# Grâce Zaadi
Grâce Zaadi Deuna (Courcouronnes, 1993. július 7. –) olimpiai-, világ-, és Európa-bajnok francia válogatott kézilabdázó, a szlovén élvonalbeli RK Krim Mercator és a francia válogatott játékosa.

## Pályafutása

### Klubcsapatokban
Grâce Zaadi 2003-ban a Villepinteben kezdte pályafutását. Három évvel később szerződött az Issy-les-Moulineaux csapatához. 2010-ben a Metz Handball játékosaként folytatta pályafutását. A Metz Zaadival 2013-ban, 2014-ben, 2016-ban 2017-ben és 2018-ban is bajnokságot nyert, 2013-ban, 2015-ben és 2017-ben pedig Francia Kupát. 2013-ban bejutott csapatával az EHF-kupa döntőjébe, ott azonban alulmaradtak a dán Team Tvis Holstebro csapatával szemben. 2020 nyarától a Rosztov-Don játékosa. 2022 márciusában kölcsönadták volt csapatának a 2021-22-es szezon végéig. Bajnoki címet és kupagyőzelmet ünnepelhetett az idény végén. 2022 nyarától a román CSM București játékosa.

### A válogatottban
Zaadi 2012-ben ezüstérmes volt az U20-as világbajnokságon a francia korosztályos csapattal. 2013. október 24-én mutatkozott be a francia válogatottban. A 2016-os olimpián tagja volt az ezüstérmet szerző csapatnak, 2017-ben világbajnoki címet szerzett, és beválasztották az All-Star csapatba. A 2018-as, hazai rendezésű Európa-bajnokságon arany-, a két évvel későbbi kontinensviadalon pedig ezüstérmet szerzett a francia válogatottal, amellyel megnyerte a tokiói olimpián. 33 gólt szerzett az ötkarikás játékokon és beválasztották az All Star-csapatba is. 2021 decemberében világbajnoki ezüstérmet nyert a nemzeti csapattal, és ismét beválasztották a torna All Star-csapatába.

## Sikerei, díjai
- Francia bajnok: 2011, 2013, 2014, 2016, 2017, 2018
- Francia Kupa-győztesː 2013, 2015, 2017
- Francia Ligakupa-győztesː 2011, 2013[16]
- A francia bajnokság legjobb irányítója: 2018